# Phengaris nausithous
Phengaris nausithous és una espècie de lepidòpter papilionoïdeu de la família dels licènids (Lycaenidae).

## Descripció

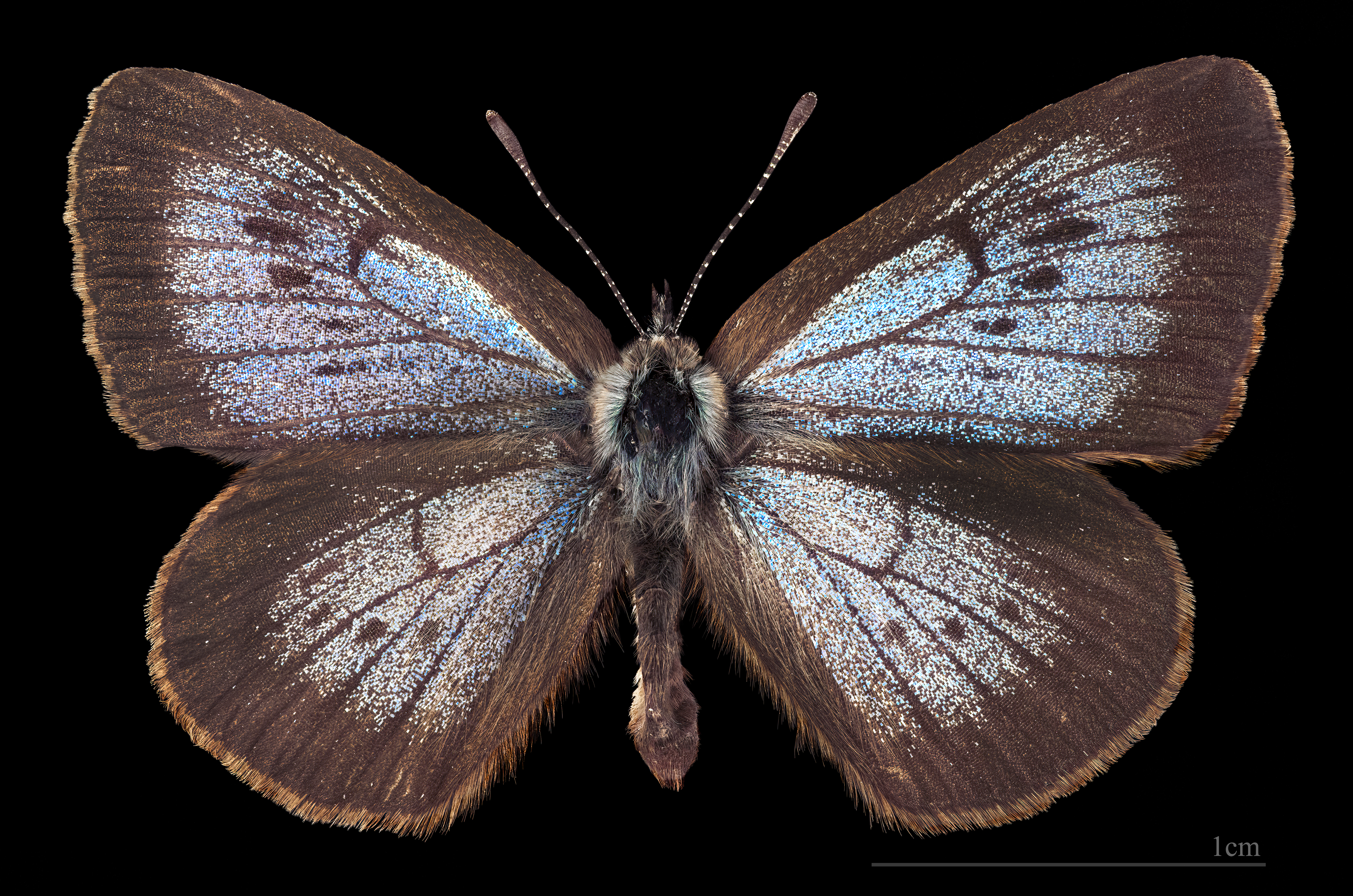
Phengaris nausithous ♂
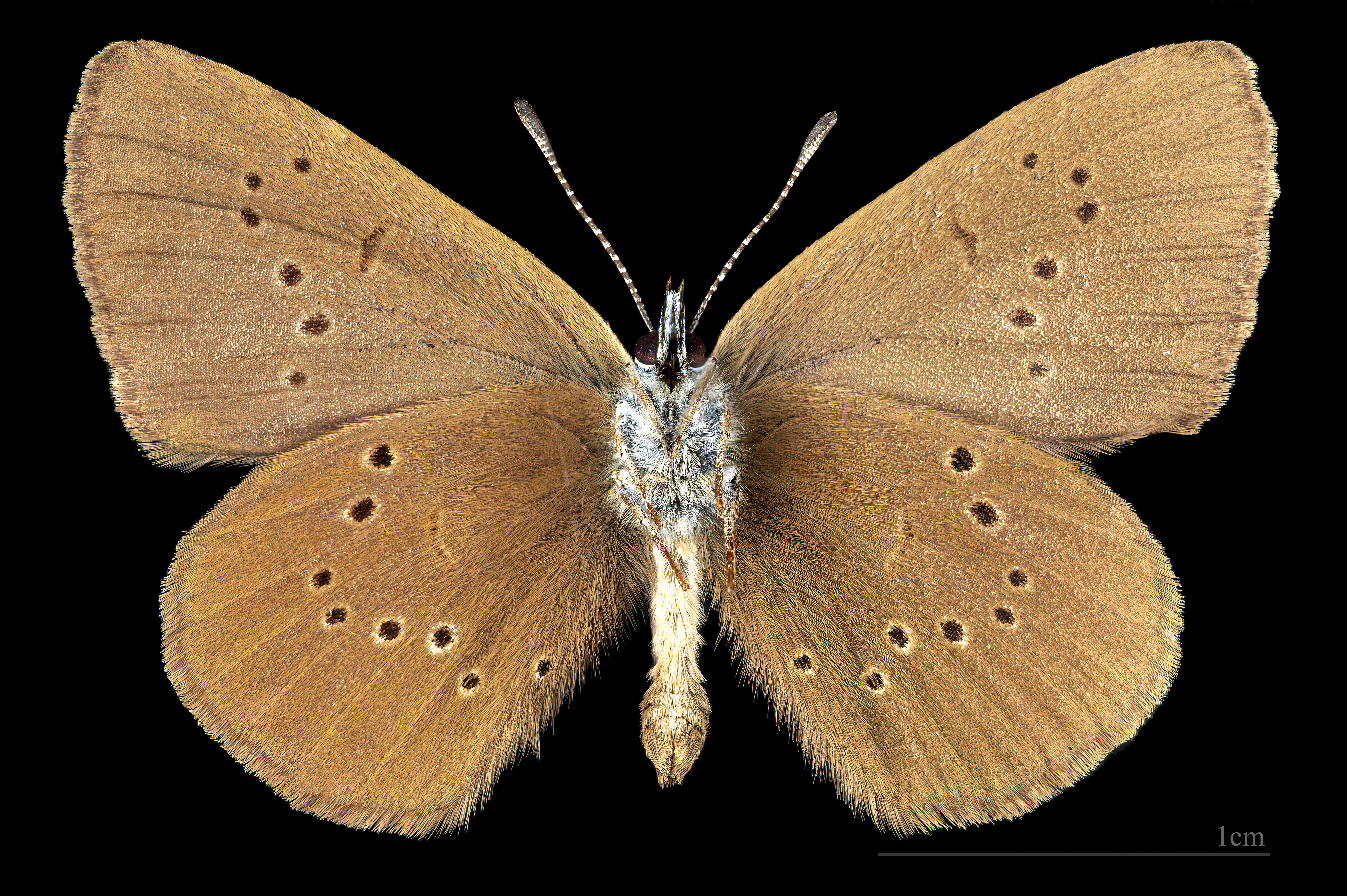
Phengaris nausithous ♂ △

## Distribució
La seva àrea de distribució comprèn des del centre i nord d'Espanya, a través del centre d'Europa fins al centre d'Àsia. A la península Ibèrica es troba a les serralades que delimiten Castella i Lleó.

## Hàbitat
Viu en prats pantanosos amb abundància de la planta nutrícia. L'eruga s'alimenta en els seus estadis inicials de Sanguisorba officinalis; posteriorment l'eruga abandona la planta nutrícia i és recollida per formigues (Myrmica rubra o Myrmica scabrinodis), que la porten al niu on acabarà el seu creixement alimentant-se de larves i pupes de les formigues.

## Període de vol
Vola en una generació a l'any, entre juny i agost.